# Општина Чрна на Корошкем
Општина Чрна на Корошкем (словен. Črna na Koroškem) је једна од општина Корушке регије у држави Словенији. Седиште општине је истоимени градић Чрна на Корошкем.

## Природне одлике
Рељеф: Општина Чрна на Корошкем налази се у северном делу Словеније, у југозападном делу покрајине словеначке Корушке. Општина је гранична ка [Аустрија|Аустрији]] на западу. Општина се налази у горњем делу долине реке Меже, испод Караванки.
Клима: У општини влада оштрија, планинска умерено континенталне климе.
Воде: Најважнији водоток у општини је река Межа. Сви остали водотоци су мали и њене су притоке.

## Становништво
Општина Чрна на Корошкем је ретко насељена.

## Насеља општине
| - Бистра - Жерјав - Јаворје - Јазбина - Копривна | - Лудрански Врх - Подпеца - Топла - Чрна на Корошкем |  |

## Додатно погледати
- Чрна на Корошкем